# 이요만테

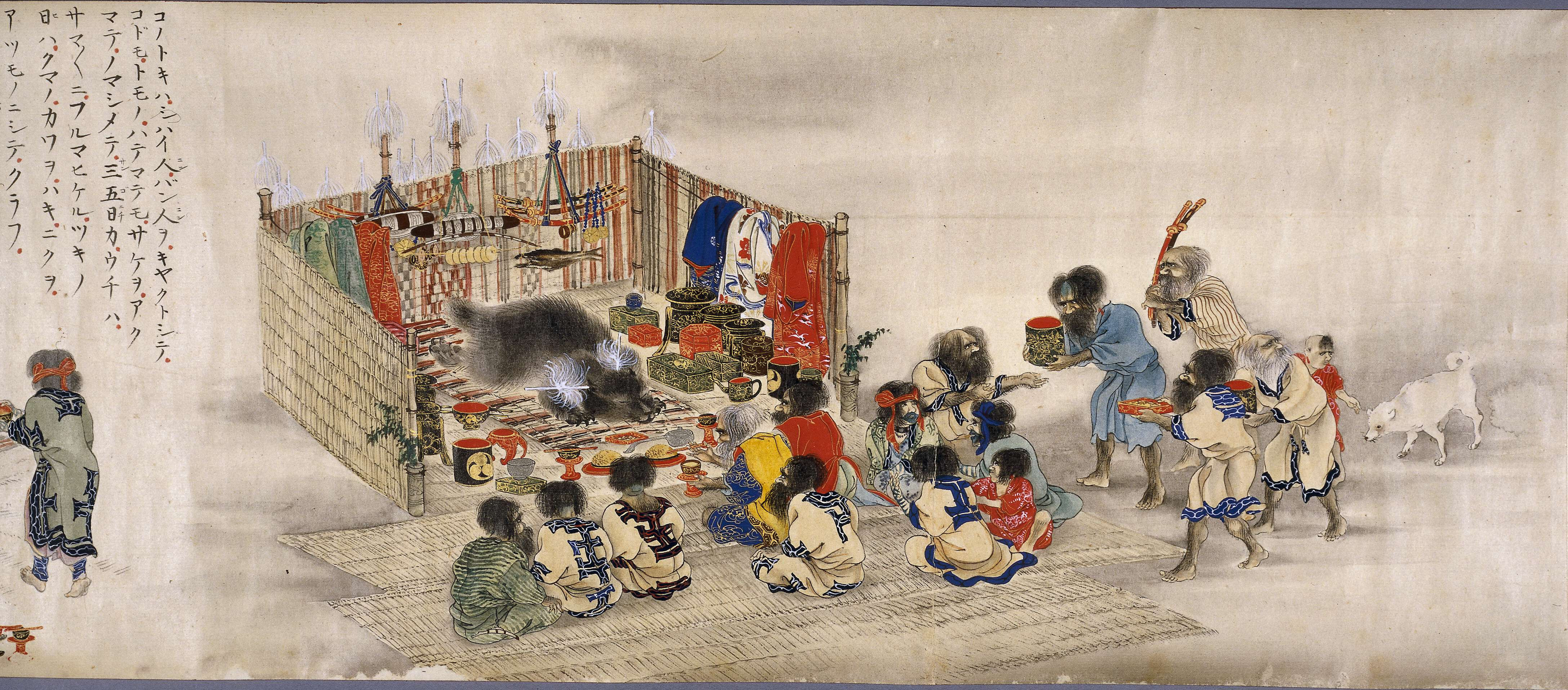
아이누인의 이요만테를 그린 일본 그림(1870년경).

이요만테(아이누어: イヨマンテ)는 아이누인의 불곰에 관한 풍습이다.
겨울 말엽에 아직 월동 중인 곰굴에 들어간다. 새끼곰이 있으면 어미곰을 죽이고 새끼곰을 마을로 데리고 와 실내에서 자식처럼 키운다. 심지어 곰에게 모유를 먹였다는 말도 있다. 곰이 어느 정도 자라면 밖으로 데리고 가 통나무로 만든 작은 우리에 넣어 기른다. 이후 좋은 음식을 먹이며 성심껏 모신다. 이 새끼곰은 부락민들에게 신적 존재로 취급받는다.
곰이 두 살이 되면 우리에서 꺼내 마을 한가운데 세워진 기둥에 묶는다. 그러면 마을의 남자들이 궁시를 들어 곰을 쏘아 죽인다. 불곰은 불과 두 살에도 상당히 크기 때문에 죽이기 위해서는 엄청나게 많은 화살을 쏘아야 한다. 고슴도치가 된 곰이 죽기 직전이 되면 마을사람 한 명이 다가가 목에 영거리 사격으로 확인사살을 한다. 그 뒤 곰의 멱을 따 피를 받아서 마신다. 곰의 가죽은 벗기고, 고기는 나누어 먹는다. 곰의 해골바가지를 창대 끝에 꽂아 곰의 모피로 덮어 숭배하는 우상으로 삼는다. 이제 곰은 신들의 나라로 "보내졌다"고 선언된다.
현재 일본 실정법상 동물학대로 여겨져 불법화되었다.

## 같이 보기
- 페이야이세트